# Michal Březina
Michal Březina (* 30. března 1990, Brno) je český krasobruslař. V letech 2005–2007 vyhrál mistrovství České republiky juniorů. Získal třetí místo mezi juniory na mítinku Gardena Spring Trophy v roce 2006 a v roce 2007 Cenu Nebelhornu. Roku 2009 se stal na MSJ vicemistrem světa. Startoval na zimních olympijských hrách v letech 2010 a 2014, přičemž v obou závodech se umístil na 10. místě.
Jeho největším úspěchem je 4. místo z Mistrovství světa 2010 a jeho obhájení v následujícím roce, kde jako první Čech skočil dva rozdílné čtverné skoky ve volné jízdě.

## Přehled výsledků
| Soutěž \ sezóna                    | 2003/04 | 2004/05 | 2005/06 | 2006/07 | 2007/08 | 2008/09 | 2009/10 | 2010/11 | 2011/12 | 2012/13 | 2013/14 |
| ---------------------------------- | ------- | ------- | ------- | ------- | ------- | ------- | ------- | ------- | ------- | ------- | ------- |
| Zimní olympijské hry               |         |         |         |         |         |         | 10.     |         |         |         | 10.     |
| Mistrovství světa                  |         |         |         |         |         |         | 4.      | 4.      | 6.      | 10.     | Q       |
| Mistrovství Evropy                 |         |         |         |         | 16.     | 10.     | 4.      | 8.      | 4.      | 3.      | 4.      |
| Mistrovství České republiky        |         | 1. Jun. | 1. Jun. | 1. Jun. | 2.      |         | 1.      | 2.      | 2.      | WD      |         |
| Finále Grand Prix                  |         |         |         |         |         |         |         |         | 6.      |         |         |
| GP: NHK trofej                     |         |         |         |         |         |         | 3.      |         |         |         |         |
| GP: Kanadská brusle                |         |         |         |         |         |         | 4.      |         |         |         |         |
| GP: Americká brusle                |         |         |         |         |         |         |         |         | 1.      | 6.      |         |
| GP: Trofej Erika Bomparda          |         |         |         |         |         |         |         |         | 3.      |         |         |
| GP: Ruský pohár                    |         |         |         |         |         |         |         |         | 4.      | 3.      |         |
| GP: Čínský pohár                   |         |         |         |         |         |         |         |         |         |         |         |
| Nebelhorn Trophy                   |         |         |         |         | 1.      | 2.      | 3.      | 7.      | 2.      | 5.      |         |
| Mistrovství Světa juniorů          |         |         |         | 16.     | 5.      | 2.      |         |         |         |         |         |
| ISU Grand Prix juniorů, Německo    |         |         |         |         | 2.      |         |         |         |         |         |         |
| ISU Grand Prix juniorů, Rakousko   |         |         |         |         | 7.      |         |         |         |         |         |         |
| ISU Grand Prix juniorů, Česko      |         |         |         | 16.     |         |         |         |         |         |         |         |
| ISU Grand Prix juniorů, Nizozemsko |         |         |         | 5.      |         |         |         |         |         |         |         |
| ISU Grand Prix juniorů, Maďarsko   |         | 12.     |         |         |         |         |         |         |         |         |         |
| Gardena Spring Trophy              |         |         | 3. Jun. | 2. Jun. |         |         |         |         |         |         |         |
| European Youth Olympic Days        |         | 7. Jun. |         |         |         |         |         |         |         |         |         |
| Velká cena SNP                     | 1st     |         |         |         |         |         |         |         |         |         |         |

- WD =

- Jun. = Juniorská soutěž